# Centrum voor menselijke erfelijkheid
Een centrum voor menselijke erfelijkheid is een expertisecentrum verbonden aan een Belgische universiteit dat het erfelijk karakter van aandoeningen onderzoekt en technieken ontwikkelt om erfelijke ziekten en/of handicaps te voorkomen. Het multidisciplinair team dat aan zo'n centrum verbonden is, verleent advies, verduidelijkt onderzoeksresultaten en begeleidt bij het verwerkingsproces. 
Er zijn 4 Vlaamse centra voor menselijke erfelijkheid: het Centrum voor Medische Genetica aan de Universiteit Gent, de Dienst Medische Genetica van de Vrije Universiteit Brussel, het Department of Human Genetics van de Katholieke Universiteit Leuven en het Centrum Medische Genetica van de Universiteit Antwerpen. In het centrum voor menselijke erfelijkheid in Leuven werken onder meer professoren Jean-Jacques Cassiman en Maarten Larmuseau.
De andere vier centra, die niet onder de Vlaamse reglementering vallen maar vergelijkbare doelstellingen hebben, liggen in Luik, Bruxelles, Ottiginies en Loverval.

## Juridische basis
Het Besluit van de Vlaamse regering van 3 mei 1995 met betrekking tot de Centra voor menselijke erfelijkheid (laatste wijziging van kracht op 19 januari 2002) bepaalt de subsidiëring en de doelstellingen van deze centra in Vlaanderen. De ziekteverzekering en de overheid zorgen voor het grootste deel van de financiële middelen.

## Doelgroep
Iedereen die vragen heeft over erfelijke aandoeningen kan terecht in een centrum voor menselijke erfelijkheid. Behalve spontane aanmelding gebeurt dit vooral door verwijzing door de (huis)arts en het centrum voor geestelijke gezondheidszorg.